# Buthidaung
Buthidaung (em Birmanês: ဘူးသီးတောင်မြို့; MLCTS: bu:si:taung mrui., pronunciado [búðídàʊɰ̃ mjo̰]) é uma cidade no estado de Arracão, na parte mais ocidental de Myanmar (antiga Birmânia). É a sede administrativa do município de Buthidaung. Buthidaung fica na margem oeste do Rio Mayu e sofreu graves inundações em junho de 2010 e julho de 2011. Buthidaung fica a 25 km ao sul de Maungdaw. As duas cidades são conectadas por dois túneis através das montanhas Mayu que foram construídos em 1918.
Durante os confrontos no estado de Arracão do Norte em 2016-17, três delegacias de polícia em Buthidaung teriam sido cercadas por insurgentes do grupo étnico Ruainga. Como resultado dos confrontos em Buthidaung e em grande parte dos arredores, muitos ruaingas deixaram suas casas.